# 立花学園高等学校
立花学園高等学校（たちばながくえんこうとうがっこう）は神奈川県足柄上郡松田町にある私立高等学校。設置者は、学校法人立花学園。

## 沿革
- 1928年 - 松田和洋裁縫学校として開校
- 1935年 - 校旗制定
- 1942年 - 校名を松田高等家政女学校に変更
- 1944年 - 校名を松田女子商業学校に変更
- 1948年 - 校名を松田高等実業学校に変更
- 1949年 - 校名を松田女子高等学校に変更
- 1953年 - 校歌制定
- 1962年 - 男女共学となり、校名を立花学園松田高等学校と変更
- 1992年 - 校名を立花学園高等学校に変更　制服変更
- 2000年 - 制服変更
- 2013年 - 制服変更

## 交通
- 小田急線 新松田駅から徒歩7分
- JR御殿場線 松田駅から徒歩10分
- 富士急モビリティ 国07・小11・小12・松01・松07・松84系統 立花学園前下車。

## 著名な出身者
- ダレノガレ明美（タレント）
- 柳沢慎吾（俳優、JVCエンタテインメント）
- 日暮矢麻人（プロ野球選手、福岡ソフトバンクホークス）
- 山口祥吾（プロ野球選手、元千葉ロッテマリーンズ、新潟アルビレックス・ベースボール・クラブ）
- 永島田輝斗（プロ野球選手、千葉ロッテマリーンズ）
- つくしあきひと（漫画家、イラストレーター）

## 部活動

### 運動部
- 硬式野球部
- 卓球部
- 陸上部
- 剣道部
- 男子バドミントン部
- 女子バドミントン部
- 男子バスケットボール部
- 女子バスケットボール部
- 男子バレーボール部
- 女子バレーボール部
- サッカー部
- 柔道部
- 男子ソフトテニス部
- 女子ソフトテニス部
- チアリーディング部

### 文化部
- 鉄道研究部
- 科学部
- 生物部
- 調理手芸部
- 写真部
- 吹奏楽部
- 釣り部
- 書道部
- 茶道部
- 軽音楽部
- 美術部
- 演劇部
- ESS部
- インターアクトクラブ
- イラスト同好会